# 이태원

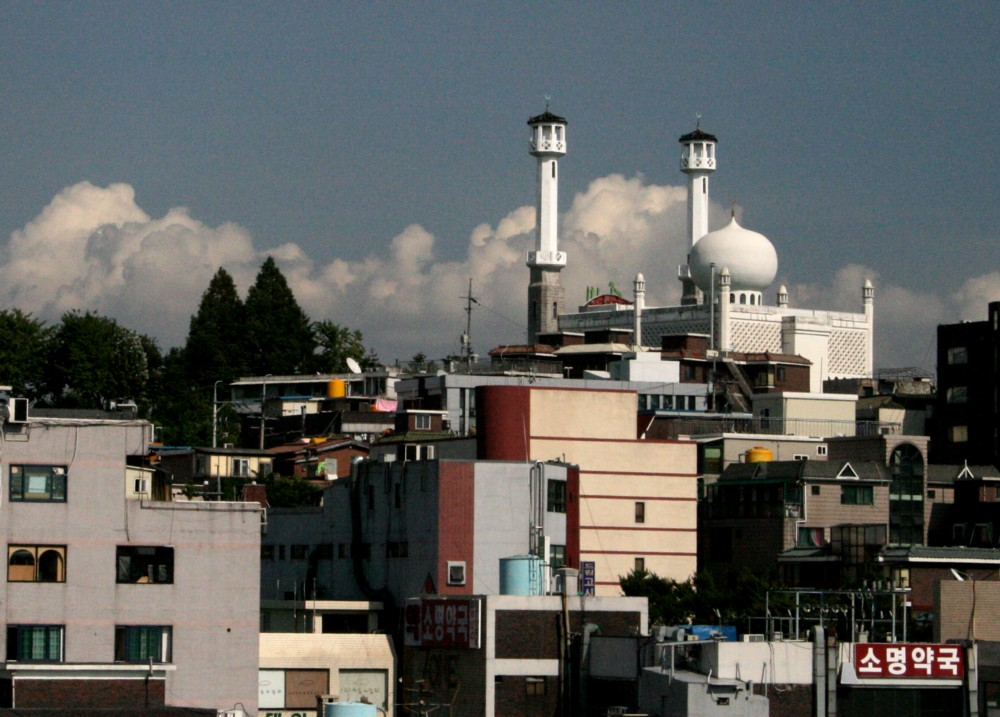
이태원

이태원(梨泰院/利泰院)은 조선 시대 역원(驛院)의 하나로, 현재 대한민국 서울특별시 용산구 이태원동 일대의 지명이다. 이 지역은 수많은 외국인과 주한 미군이 거주하여 여러 나라의 문화가 어우러져 있는 특징이 있다. 서울중앙성원이 이곳에 위치하며, 대한민국에 주재하는 여러 나라들의 대사관이 이곳 또는 근처의 서빙고동, 한남동 등에 있다.

## 역사

### 조선시대
이태원이라는 지명은 조선시대의 역원제에서 유래한다. 역(驛)은 파발이나 관리에게 말을 대여해주는 시설을, 원(院)은 관리와 여행자에게 숙식을 제공하는 시설을 의미하는데, 과거 이 장소에 있었던 원의 이름이 이태원이었던 것이다. 이태원의 존재는 고려 공민왕이 고려를 침공한 원나라 홍건적 무리들을 피해 피란하는 기사에서 처음 등장한다. 당시 공민왕은 개경에서 안동으로 몽진할 때 파주 분수리를 거쳐 양주 영서역(현 은평구 대조동)을 지나 사평도로 한강을 도강했는데, 이 때 이태원을 지난다. 조선 효종 때 이곳에 배나무가 많았다는 이유로 이태원(梨泰院)이라고 불렸다는 기록이 있다.
《신증동국여지승람》에서 당시 이태원의 위치를 목멱산(남산) 남쪽으로 기록하고 있고, 《연려실기술》과 《용재총화》에서는 이태원에 고산사(高山寺)라는 절이 있어 그 동쪽에 샘물이 솟아나고 큰 소나무가 골짜기에 가득 심어져 있다고 기록한다. 이러한 정보와 《경조오부도》상의 위치를 근거로 당시 이태원의 위치는 이태원동이 아닌 용산고등학교 부지로 비정된다. 이유원의 《임하필기》에도 이태원을 목멱산(남산) 남쪽으로 기록하고 있으나 이태원은 천일정 가는 길에 있다고 기록되어 있다. 천일정은 지금 용산구 한남대로 12에 유허비가 있다. 또한 이름을 이태원(異胎院)이라 하며, "임진왜란 이후 왜인(倭人)들을 살게 해 준 곳이다. 그 풍속이 지금도 사납고 독하니 왜인의 종자가 남아 있어서일 듯"하다고 기록해 두었다.
이태원은 고려 시대에도 교통의 중심지였지만, 조선시대에는 새로운 수도인 한양과 영남지역을 이어주는 영남로(嶺南路)의 출발지로써 그 기능이 더욱 부각된다. 한양에서 영남 지방으로 가기 위한 사신들이 첫 번째로 묵는 숙소가 되었으며, 이후 서빙고/한강나루, 사평진, 양재, 판교, 용인의 용인로를 거쳐 영남로가 이어진다.
이태원이 교통의 요지로 사용된 데에는 여러 이유가 있다. 첫째로 교통 복지의 편리함이다. 숭례문을 지나 이태원을 거쳐 서빙고로 가는 길에는 별다른 하천이 없고, 둔지산이 113m로 야트막하기 때문에 길이 험하지 않고, 도둑을 당할 일도 별로 없다는 것이다. 둘째는 지리적 이점이다. 서빙고나루는 사평리와 동작진 사이에 위치하여 사평리를 통해 기존의 영남로인 용인으로 이동하거나, 아니면 동작진을 통해 과천이나 수원으로도 이동하기 편리하다는 것이다. 교통요지로서의 이태원은 막중한 것이어서, 연산군이 의정부에서 왕십리까지의 지역을 모두 금표(禁標)에 넣었을 때에도 이태원만은 특별히 제외하였다.
이처럼 많은 교통량에 따라 자연스럽게 상권이 형성되었다. 특히 일본국, 유구국 등에서 오는 외국 사신들이 이태원을 거쳤기 때문에 색주가와 시장도 같이 형성되었다. 또한 당시 조선 관청에서 직접 관리했던 역(驛)과는 달리 원(院)은 국가가 관리비만 지불하고 나머지는 모두 민간이 운영하였기 때문에,이들을 중심으로 이태원 주변에 마을이 형성된 것으로 여겨지고, 이 위치는 현 이태원주공아파트 위치로 비정된다.
이처럼 교통이 편리하고 마을이 형성되자 남쪽에서 올라온 빈민들이 많이 정착하니, 세종 때에 이들을 구휼하기 위한 진제장(賑濟場)을 설치하기도 한다. 이후 임오군란때에 여기서 사회 하층민들이 많이 동조하고, 이를 진합하기 위한 부대가 파견되는 등 하급 군인과 빈민들이 조선 말기까지도 많이 거주했음을 알 수 있다. 또한 여뀌 등의 작물을 재배하는 등 거란과 여진의 풍습이 이태원의 기록에서 특별히 발견되는 사실로부터 귀화한 외국인들을 고려 말기부터 여기에 정착시켰을 것이라는 추측도 존재한다. 이후 임진왜란때 왜군에 의해 겁탈당한 여승의 자식들이 여기에 살았다 하여 이태원(異胎院)이라 불리기도 하고, 왜란 이후 귀화한 일본인들을 여기에 거주시키는 등 외국인의 후손들이 여기에 많이 거주하였다. 이러한 인식은 일제강점기에도 계속되었다. 이외에 병자호란때 끌려갔다가 돌아온 환향녀(還鄕女)라 불리며 천시당한 부녀자들도 여기에 모여 정착하였다.

### 일제강점기
포츠머스 조약, 가쓰라-태프트 밀약으로 인해 조선에 대한 배타적 지배권을 획득한 일본은 1906년부터 용산에 군사기지를 건설하기 시작한다.

### 해방 이후
미8군이 여기에 미군기지를 조성한다.

## 관광
이태원 거리는 세계의 축약이다. 국적도 다르고 인종도 다른 다양한 외국인들이 모인다. 세계 각국의 음식들을 맛볼 수 있고, 이국적인 분위기의 이슬람 사원도 볼 수 있다. 내국인들도 많이 찾는다.

## 갤러리

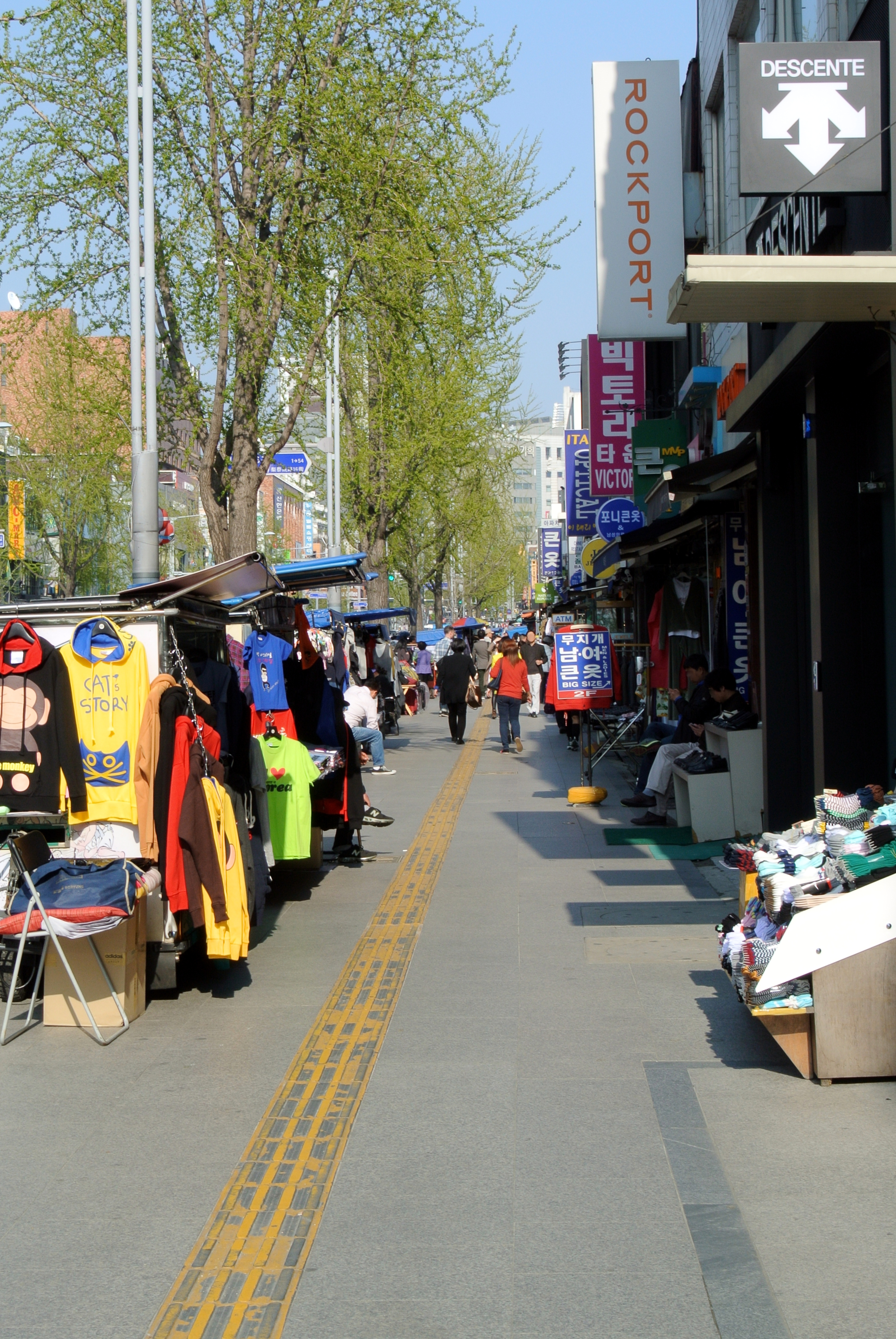
이태원 거리
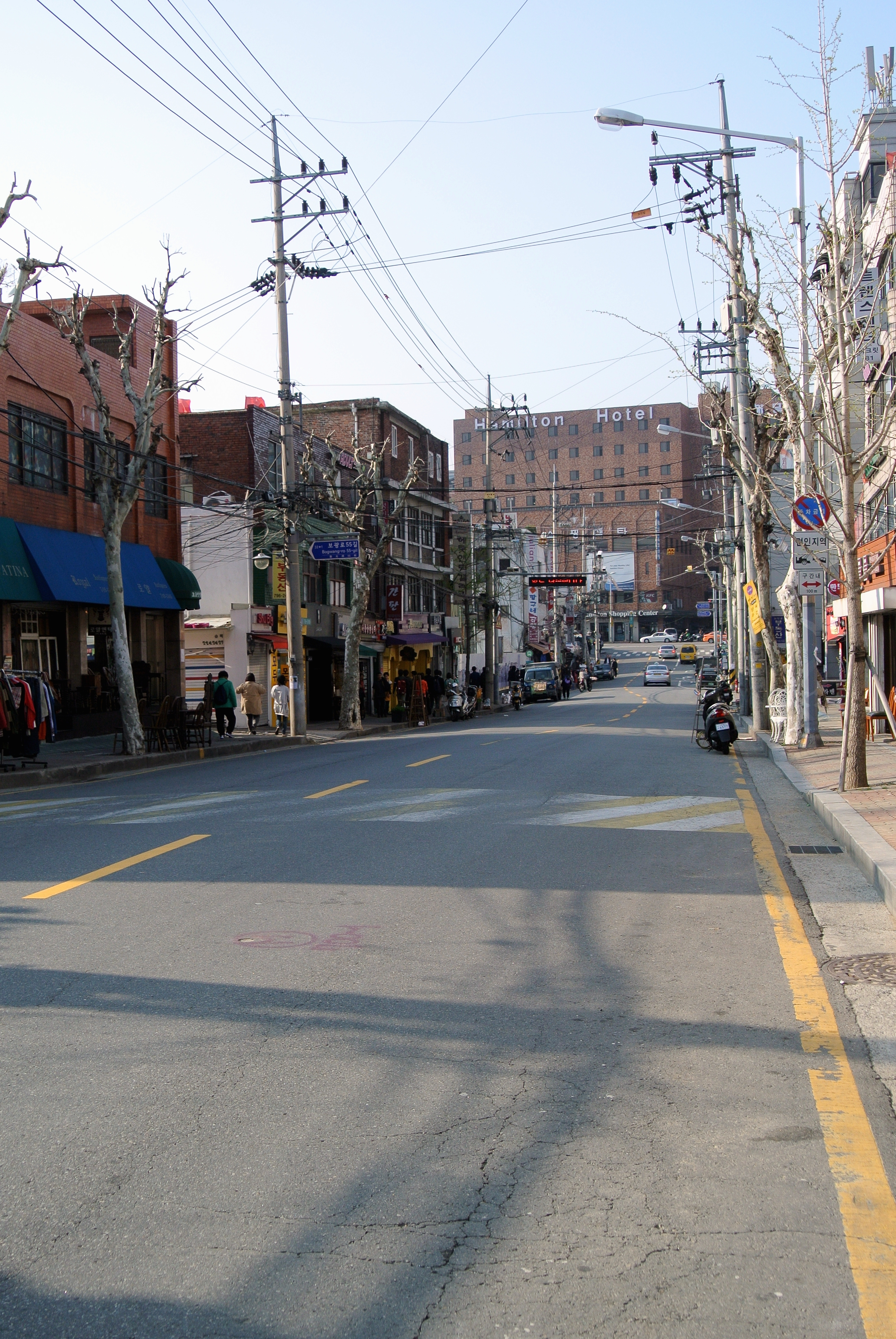
보광동 방면에서 찍은 해밀턴호텔

## 교통
- ● 서울 지하철 6호선 이태원역

## 같이 보기
- 해방촌
- 경리단길
- 용산기지
- 이태원 햄버거 가게 살인 사건
  - 이태원 살인사건 (영화)
- 이태원 참사
- 이태원 클라쓰 (만화 원작 드라마화)

### 내용주
1. ↑  "목멱산 남쪽 이태원의 들에는 고산사의 동쪽에 솟아나는 샘물이 있으며 큰 소나무가 골에 가득하여 성 안의 부녀자들이 빨래하러 많이 간다" 《연려실기술》 16권 지리전고 '산천의 형승'
2. ↑  "목멱산 남쪽 이태원의 들에는 높은 산에서 샘물이 솟아나고 절 동쪽에는 큰 소나무가 골에 가득 차 빨래하는 성중 부녀자들은 많이 이 곳으로 간다", 《용재총화》 1권
3. ↑  "선생이 동작진에서 강을 건넜는데 도중에서 김오랑을 만나 이태원에서 묵었다.", 《백호전서》, 백호전서 부록 5, 연보, 연보, 윤휴
4. ↑  "백언(白彦)이 수원부(水原府)로 어버이를 뵈러 가니, 윤봉(尹鳳)이 이태원(利太院)에서 위로하여 보내었다", 《조선왕조실록》, 세종 8년 병오, 5월 15일

### 참조주
1. 1 2  서울시사편찬위원회 (1980). 《동명연혁고 V》. 서울시사편찬위원회.
2. ↑  고려사 권 39 세기 공민왕 10년 11월조
3. 1 2 3 4  김철호. 《이태원의 역사적 전개》. 서울역사박물관.
4. ↑  “용산구문화관광”. 2020년 11월 14일에 확인함.
5. ↑  서울특별시사편찬위원회 (2000). 《서울의 고개》. 예서문화사. 127쪽.
6. ↑  《조선왕조실록》 연산군 10년, 10월 10일 기사
7. ↑  정학진, 2000: 59
8. ↑  이상백 (1962). 《한국사: 근세전기편》. 을유문화사. 507쪽.
9. ↑  《조선왕조실록》 세종18년 8월 5일 기사
10. ↑  《조선왕조실록》 성종 4년 12월 28일 기사
11. ↑  역사학연구소 (2004). 《함께 보는 근현대사》. 서해문집. 19쪽.
12. ↑  이경재 (1994). 《서울 정도 육백년 2》. 서울신문사. 131쪽.
13. ↑  정학진 (2000). “이태원 상업가로 매력요소 분석에 관한 연구”. 서울대 석사논문: 58.
14. ↑  《용재총화》 7권
15. ↑  《성소부부고》 26권 설부 5, '도문대작'
16. ↑  《임하필기》 25권, 춘명일사, 고려촌, 이유원
17. ↑  《동국여지비고》 역원조
18. ↑  橫山彌三 (1926). 《향토자료 경성오백년》.
19. ↑  한희숙. 《용산 속의 전쟁사와 군사문화》. 용산문화원. 59쪽.
20. ↑  “이태원 거리”. 2022년 5월 30일에 확인함.